# 菊儿胡同7号近代建筑
菊儿胡同7号近代建筑，是一座近现代重要史迹及代表性建筑，位于北京市东城区交道口街道菊儿胡同7号，建于民国时期。已列为东城区文物保护单位。

## 建筑
菊儿胡同7号原为荣禄府邸西路的西洋楼，欧式折衷主义风格，曾用作阿富汗大使馆。

## 保护
2009年10月29日，菊儿胡同7号近代建筑公布为第三批东城区文物保护单位，编号3-18。